# Aconitum baburinii
Aconitum baburinii là một loài thực vật có hoa trong họ Mao lương. Loài này được (Vorosch.) Schlotgauer mô tả khoa học đầu tiên năm 1985.